# Шагу (комуна)
Шагу (рум. Șagu) — комуна у повіті Арад в Румунії. До складу комуни входять такі села (дані про населення за 2002 рік):
- Кручень (621 особа)
- Фірітяз (444 особи)
- Фіскут (548 осіб)
- Хунедоара-Тімішане (226 осіб)
- Шагу (2023 особи) — адміністративний центр комуни

Комуна розташована на відстані 418 км на північний захід від Бухареста, 11 км на південь від Арада, 34 км на північ від Тімішоари.

## Населення
За даними перепису населення 2002 року у комуні проживали 3862 особи.
Національний склад населення комуни:
| Національність            | Кількість осіб | Відсоток |
| ------------------------- | -------------- | -------- |
| румуни                    | 3534           | 91,5%    |
| угорці                    | 145            | 3,8%     |
| цигани                    | 105            | 2,7%     |
| німці                     | 47             | 1,2%     |
| словаки                   | 14             | 0,4%     |
| болгари                   | 8              | 0,2%     |
| українці                  | 6              | 0,2%     |
| серби                     | 1              | < 0,1%   |
| євреї                     | 1              | < 0,1%   |
| не вказали національність | 1              | < 0,1%   |

Рідною мовою назвали:
| Мова                  | Кількість осіб | Відсоток |
| --------------------- | -------------- | -------- |
| румунська             | 3689           | 95,5%    |
| угорська              | 110            | 2,8%     |
| німецька              | 36             | 0,9%     |
| словацька             | 12             | 0,3%     |
| українська            | 6              | 0,2%     |
| болгарська            | 5              | 0,1%     |
| циганська             | 3              | 0,1%     |
| не вказали рідну мову | 1              | < 0,1%   |

Склад населення комуни за віросповіданням:
| Релігія                                       | Кількість осіб | Відсоток |
| --------------------------------------------- | -------------- | -------- |
| православні                                   | 3183           | 82,4%    |
| римо-католики                                 | 233            | 6,0%     |
| баптисти                                      | 183            | 4,7%     |
| п'ятдесятники                                 | 157            | 4,1%     |
| греко-католики                                | 77             | 2,0%     |
| реформати                                     | 16             | 0,4%     |
| адвентисти                                    | 3              | 0,1%     |
| лютерани (Синодально-пресвітеріанська церква) | 3              | 0,1%     |
| не релігійні                                  | 2              | 0,1%     |
| бретрени                                      | 1              | < 0,1%   |
| юдеї                                          | 1              | < 0,1%   |
| не вказали релігію                            | 2              | 0,1%     |